# ターントー郡
ターントー郡（ターントーぐん）とはタイ南部に位置するヤラー県の南部にある郡(アムプー)。

## 名前
未開の土地として刑務所が建てられていたため、残酷犯の流刑地として使われていた土地である。そこでマラリアなどの温床であったため。受刑者からは「ターントー（大きな病気）の地獄」と呼ばれ、それが定着した。
ただしマレー系の住民はこの名前を嫌っており、この郡をアイクドン　(Air Kedong)と呼んでいる。

## 歴史
流刑地として長く知れた地であったが、1957年、処罰局はこの土地の刑務所を廃止し、政府は開発のためこの地への入植を奨励した。

## 地理
受刑地であったため今世紀に至るまで開発が行われなかった、そのため多くの手つかずの自然が残る。郡東側にはバーンラーン・ダムが建設されており、その周辺はバーンラーン国立公園として保護されている。

## 経済
住民のほとんどは農業従事者であり、ゴムの木の生産が盛んである。

## 行政区分
ターントー郡は4つの町(タムボン)に分けられ、さにその下位に44の村（ムーバーン）がある。郡内にはテーサバーン（自治体）が1つ設置されており、すなわちテーサバーンタムボン・コークチャーンであり、タムボン・メーワートの一部で展開する。
以下は郡内のタムボンの一覧である。
| 1. タムボン・ターントー・・・ตำบลธารโต 2. タムボン・メーワート・・・ตำบลแม่หวาด 3. タムボン・バーンレー・・・ตำบลบ้านแหร 4. タムボン・キーリーケート・・・ตำบลคีรีเขต | 郡内のタムボン |